# Plaza de toros de Valencia
Plaza de toros de Valencia är en tjurfäktningsarena i Valencia i Spanien,  300 km öster om Madrid.